# Élection partielle québécoise de juin 2009
L'élection partielle québécoise de juin 2009 s'est déroulé le 22 juin 2009. Elle visait à élire un député dans chacune des circonscriptions de Marguerite-Bourgeoys et Rivière-du-Loup. Clément Gignac et Jean D'Amour du Parti libéral du Québec ont remporté les scrutins.
Le scrutin était nécessaire en raison de la démission de Mario Dumont, chef de l'Action démocratique du Québec et député de Rivière-du-Loup, le 6 mars 2009 et celle de Monique Jérôme-Forget, ministre des Finances et députée de Marguerite-Bourgeoys, le 8 avril 2009.
Au Québec, une élection partielle doit être convoqués par le premier ministre dans le 6 mois suivant la libération d'un siège à l'Assemblée nationale.

## Contexte
À un peu plus de 6 mois des dernières élections générales, ces deux élections partielles ne constituait pas un test très important pour le gouvernement Charest, d'autant plus que l'un des partis d'opposition, l'Action démocratique était encore sans chef depuis le départ en mars de Mario Dumont. Toutefois, les élections se déroulaient à un moment où le Parti québécois annonçait un virage dans son approche pour atteindre la souveraineté du Québec. La chef Pauline Marois souhaitait axer ses actions, si elle prend le pouvoir, vers un rapatriement de pouvoirs du gouvernement fédéral vers le gouvernement du Québec, plutôt que de tenir un référendum sur l'indépendance du Québec dans les plus brefs délais. Ce plan a amené de vives critiques de la part du chef libéral Jean Charest. D'ailleurs, en raison des temps difficiles que vit l'Action démocratique, les libéraux ont surtout concentré leurs attaques sur le Parti québécois. De plus, le chef pressenti à la direction de l'ADQ, Gilles Taillon, a décidé de ne pas se porter candidat dans ni l'une ni l'autre des circonscriptions.

## Les circonscriptions

### Marguerite-Bourgeoys
La circonscription de Marguerite-Bourgeoys est considérée comme un château fort. Aucun député autre que d'allégeance libérale n'y a été élu dans l'histoire. Le siège a été rendu vacant à la suite de la démission le 8 avril 2009 de la ministre des Finances Monique Jérôme-Forget. Elle représentait cette circonscription depuis l'élection générale de 1998.
Le premier ministre Jean Charest a annoncé la tenue des élections en même temps que la candidature de Clément Gignac dans Marguerite-Bourgeoys. Gignac a été économiste en chef de la Financière Banque Nationale avant d'être récemment nommé conseiller principal au sous-ministre des Finances au gouvernement fédéral. Le Parti québécois a décidé de lui opposer Christine Normandin, une étudiante en sciences biomédicales. Jean Charest n'a pas caché sa volonté de promouvoir son candidat à un poste de ministre s'il remportait l'élection. Toutefois, il n'a pas voulu le nommer au Conseil des ministres avant l'élection comme il l'avait fait avec Yves Bolduc l'année précédente. Selon les rumeurs, Gignac remplacerait Raymond Bachand au poste de ministre du Développement économique, ce qui s'est confirmé le lendemain de l'élection.
La campagne, autant dans cette circonscription que dans celle de Rivière-du-Loup, a beaucoup porté sur l'économie : le Parti libéral accusant le Parti québécois de ne se préoccuper que d'affaires constitutionnelles, le Parti québécois accusant le gouvernement d'avoir mal géré la crise économique.
Le candidat libéral s'est toutefois rapidement retrouvé sous les feux de la rampe lorsque les médias ont dévoilé qu'il avait travaillé à la création d'une commission des valeurs mobilières pour le gouvernement fédéral, quelques semaines avant d'annoncer sa candidature dans la députation provinciale. La position de l'ensemble des partis politiques à l'Assemblée nationale du Québec était de combattre cette volonté d'intrusion du fédéral dans un champ de compétence provincial. Le candidat libéral n'a toutefois pas voulu s'étendre sur le travail qu'il effectuait dans ce dossiers au gouvernement fédéral.

### Rivière-du-Loup
La circonscription de Rivière-du-Loup (circonscription provinciale) a été le vrai enjeu de ces élections partielles. Représentée depuis la fondation de l'Action démocratique du Québec par son chef Mario Dumont, les pronostics étaient difficiles à établir après le départ de cette personnalité très connu dans la région.
Le Parti québécois a recruté le député bloquiste Paul Crête pour se présenter dans la circonscription. En poste depuis 1993, sa notoriété rivalisait avec le candidat libéral Jean D'Amour, président du Parti libéral du Québec et ex-maire de Rivière-du-Loup.
La lutte s'est rapidement dessiné entre les candidats du Parti libéral et du Parti québécois,. Malgré tout, l'Action démocratique publiait, deux semaines avant le vote, un sondage donnant sa candidate, Gilberte Côté, gagnante dans la circonscription. Toutefois, ces chiffres ne semblaient pas refléter les autres sondages effectués par les médias.
Le Parti québécois a eu quelques problèmes durant la campagne avec les règles électorales. La conférence des présidents de circonscriptions du parti, prévu à Drummondville, a été déplacé à Rivière-du-Loup pour favoriser le candidat Paul Crête. Le Directeur général des élections (DGEQ) a toutefois prétendu que l'ensemble des dépenses de cet événement devait être comptabilisé dans la campagne du candidat, faisant ce dernier dépasser inévitablement la limite permisse. Le DGEQ a finalement publié le 8 juin des règles visant à comptabiliser certaines dépenses liées à la tenue de l'événement. De plus, on a reproché à Crête d'avoir envoyé un feuillet publicitaire la veille du déclenchement des élections, afin d'éviter de comptabiliser la dépenses.
Le candidat libéral n'a lui non plus pas été épargné par les scandales. Lui qui avait été reconnu coupable de conduite avec facultés affaiblies en 2008 a dû se défendre durant la campagne d'avoir effectué du lobbyisme pour la firme de génie-conseil BPR sans être accrédité par le registre des lobbyistes.
Les autres partis ont été discrets durant la campagne. Le seul autre candidat notoire est Victor-Lévy Beaulieu, écrivain, qui se présente comme indépendant. Il a publié une critique acerbe des quatre principaux partis politiques québécois, notamment reprochant au Parti québécois sa mollesse sur le projet d'indépendance du Québec.

## Chronologie
- 6 mars : Démission de Mario Dumont, chef de l'Action démocratique du Québec et député de Rivière-du-Loup
- 8 avril : Démission de Monique Jérôme-Forget, ministre des Finances et députée de Marguerite-Bourgeoys (circonscription provinciale)
- 22 mai : Annonce du déclenchement des élections.
- 6 juin : Fin de la période de candidature. Huit personnes sont candidats dans Rivière-du-Loup et le même nombre dans Marguerite-Bourgeoys.
- 22 juin : Tenue du vote.
- 23 juin : Nomination de Clément Gignac au Conseil des ministres.
- 15 septembre : Arrivée de Clément Gignac et de Jean D'Amour à l'Assemblée nationale.

## Citations
- « Qui a trahi trahira », Pauline Marois, chef de l'Opposition officielle en parlant du travail qu'effectuait Clément Gignac pour la création d'une commission des valeurs mobilières avant sa nomination comme candidat libéral[16].
- « Les gens de Rivière-du-Loup auront la chance de cautionner ceux qui disent la vérité. Gilberte incarne la détermination. M. Dumont a été le porte-étendard de la vérité. Il a été taxé de démagogue et d'irresponsable, alors que tout ce qu'il a dit à propos de la Caisse de dépôt et des pensions était vrai », Éric Caire, député adéquiste à propos de la candidate du parti dans Rivière-du-Loup[17].

## Résultats

### Résultats par circonscription
|                                                                                              | Nom                      | Parti                        | Nombre de voix | %      | Maj.  |
| -------------------------------------------------------------------------------------------- | ------------------------ | ---------------------------- | -------------- | ------ | ----- |
|                                                                                              | Clément Gignac           | Libéral                      | 7 753          | 72,4 % | 5 918 |
|                                                                                              | Christine Normandin      | Parti québécois              | 1 835          | 17,1 % | -     |
|                                                                                              | Diane Charbonneau        | Action démocratique          | 384            | 3,6 %  | -     |
|                                                                                              | Julien Leclerc           | Vert                         | 290            | 2,7 %  | -     |
|                                                                                              | Valérie Black St-Laurent | Québec solidaire             | 265            | 2,5 %  | -     |
|                                                                                              | Sylvie R. Tremblay       | Indépendant                  | 73             | 0,7 %  | -     |
|                                                                                              | Érik Poulin              | Parti indépendantiste (2008) | 66             | 0,6 %  | -     |
|                                                                                              | Régent Millette          | Indépendant                  | 41             | 0,4 %  | -     |
| Total                                                                                        | Total                    | Total                        | 10 707         | 100 %  |       |
| Le taux de participation lors de l'élection était de 23,2 % et 87 bulletins ont été rejetés. |                          |                              |                |        |       |

|                                                                                               | Nom                  | Parti                        | Nombre de voix | %      | Maj.  |
| --------------------------------------------------------------------------------------------- | -------------------- | ---------------------------- | -------------- | ------ | ----- |
|                                                                                               | Jean D'Amour         | Libéral                      | 9 959          | 47,5 % | 2 445 |
|                                                                                               | Paul Crête           | Parti québécois              | 7 514          | 35,8 % | -     |
|                                                                                               | Gilberte Côté        | Action démocratique          | 3 089          | 14,7 % | -     |
|                                                                                               | Martin Poirier       | Vert                         | 151            | 0,7 %  | -     |
|                                                                                               | Victor-Lévy Beaulieu | Indépendant                  | 93             | 0,4 %  | -     |
|                                                                                               | Benoît Renaud        | Québec solidaire             | 89             | 0,4 %  | -     |
|                                                                                               | Denis Couture        | Réforme financière           | 40             | 0,2 %  | -     |
|                                                                                               | Éric Tremblay        | Parti indépendantiste (2008) | 37             | 0,2 %  | -     |
| Total                                                                                         | Total                | Total                        | 20 972         | 100 %  |       |
| Le taux de participation lors de l'élection était de 61,6 % et 119 bulletins ont été rejetés. |                      |                              |                |        |       |

### Résultats agglomérés
Les résultats ci-dessous ont été calculés en effectuant une comparaison entre les résultats des dernières élections dans les deux circonscriptions et les résultats obtenus dans cette élection partielle. 
| Partis | Partis                       | Chef                           | Candidats | Sièges | Sièges | Sièges | Voix   | Voix    | Voix     |
| Partis | Partis                       | Chef                           | Candidats | 2008   | Élus   | +/-    | Nb     | %       | +/-      |
| --- | ---------------------------- | ------------------------------ | --------- | ------ | ------ | ------ | ------ | ------- | -------- |
| | Libéral                      | Jean Charest                   | 2         | 1      | 2      | +1     | 17 712 | 55,91 % | +9,13 %  |
| | Parti québécois              | Pauline Marois                 | 2         | 0      | -      | +0     | 9 349  | 29,51 % | +11,53 % |
| | Action démocratique          | Sylvie Roy                     | 2         | 1      | -      | -1     | 3 473  | 10,96 % | -19,05 % |
| | Québec solidaire             | Françoise David et Amir Khadir | 2         | 0      | -      | -      | 354    | 1,12 %  | -1,54 %  |
| | Vert                         | Guy Rainville                  | 2         | 0      | -      | -      | 441    | 1,39 %  | +0,21 %  |
| | Parti indépendantiste (2008) | Éric Tremblay                  | 2         | 0      | -      | -      | 103    | 0,33 %  | -        |
| | Réforme financière           | Denis Couture                  | 1         | -      | -      | -      | 40     | 0,13 %  | -        |
| | Indépendant                  | Indépendant                    | 3         | 0      | -      | -      | 207    | 0,65 %  | -0,72 %  |
| Total | Total                        | Total                          | 16        | 2      | 2      |        | 31 679 | 100 %   |          |
| Le taux de participation lors de l'élection était de 39,52 % et 211 bulletins ont été rejetés. Il y avait 80 697 personnes inscrites sur la liste électorale pour l'élection.                                  |                              |                                |           |        |        |        |        |         |          |
| Source : « Élections partielles. 2009, 22 juin (Rivière-du-Loup, Marguerite-Bourgeoys). Résultats officiels par circonscription. », sur www.electionsquebec.qc.ca, DGEQ, s.d. (consulté le 1er novembre 2009). |                              |                                |           |        |        |        |        |         |          |